# Luftfartssabotage
Luftfartssabotage är ett brott som kan ge upp till fyra års fängelse i Sverige. Är brottet att betrakta som grovt, riskerar gärningsmannen mellan två och tio års fängelse eller livstid.
Vanligtvis döms för luftfartssabotage personer som har äventyrat säkerheten ombord på ett civilt luftfartyg (flygplan, helikopter, luftballong, etc.), genom att uppträda aggressivt, till exempel under inflytande av alkohol, läkemedel, narkotika, etc.
Befälhavaren ombord på ett luftfartyg kan begära nödlandning över i stort sett vilket land som helst, om han anser att en passagerare äventyrar säkerheten ombord.
För att undvika uppkomsten av sådana situationer vidtar man olika åtgärder i olika länder.
Generellt försöker man att främst urskilja personer som redan på avreseorten kan bedömas bli problematiska, till exempel sådana som är aggressiva, berusade etc.

Om problemet uppstår i luften på grund av alkoholberusning försöker man att neka personen mer alkohol.

Nödlandning med avhysning är ett drastiskt grepp, men som genomförs regelmässigt av de flesta civila flygbolag.

Om nödlandning inte är möjlig (till exempel under transatlantiska flygningar) har man på många håll möjlighet att sätta handfängsel på personen.